# Лысманово
Лысманово — деревня в Пермском крае России. Входит в Чусовской городской округ.

## Географическое положение
Деревня расположена на правом берегу реки Сылва у входа в Кутамышский залив Камского водохранилища менее чем в 7 километрах на юг от железнодорожного моста через Сылву напротив села Троица Пермского района на противоположном берегу реки.

## История
Известна с 1800 года. 
С 2004 до 2019 гг. входила в Комарихинское сельское поселение Чусовского муниципального района.

## Население
Постоянное население деревни составляло 8 человек в 2002 году (87 % русские), 7 человек в 2010 году.

## Климат
Климат умеренно континентальный. Среднегодовая температура воздуха колеблется около 0 градусов, среднемесячная температура января — −16 °C, июля — +17 °C, заморозки отмечаются в мае и сентябре. Высота снежного покрова достигает 80 см. Продолжительность залегания снежного покрова 170 дней. Продолжительность вегетационного периода 118 дней. В течение года выпадает 500—700 мм осадков.

## Упоминания в культуре
В 2024 году писатель Тимофей Перваков опубликовал сборник рассказов Лысманодивь, вдохновлённый его пребыванием в этой уральской деревне. В аннотации к книге автор отмечает, что именно в Лысманово он пережил «теплейшие моменты вдохновения, творческого наслаждения и открывал красоту Урала в компании близких друзей».